# صفربهي
صفربهي هي قرية في مقاطعة أرومية، إيران. عدد سكان هذه القرية هو 339 في سنة 2006.